# Jakob Henle
Friedrich Gustav Jakob Henle, född 19 juli 1809 i Fürth, död 13 maj 1885 i Göttingen, var en tysk läkare.
Henle blev 1834 prosektor i Berlin och 1837 docent där, professor i anatomi 1840 i Zürich, 1844 i Heidelberg och 1852 i Göttingen. Han invaldes 1870 som utländsk ledamot av Kungliga Vetenskapsakademien. Henles Handbuch der allgemeinen Anatomie (1841) och hans Handbuch der systematischen Anatomie des Menschen (1855-73; flera upplagor) är mästerverk. Lika berömd är hans Handbuch der rationellen Pathologie (två band, 1846-52, flera upplagor), i vilket arbete han försökte förklara samtliga sjukliga företeelser genom fysiologins lagar. Därjämte utgav han en mängd värdefulla mindre arbeten, såsom Über Schleim- und Eiterbildung (1838), Vergleichende Anatomie des Kehlkopfs (1839), Pathologische Untersuchungen (1840), Anthropologische Vorträge (två häften, 1876-80), Anatomischer Handatlas zum Gebrauch im Seciersaal (1874-77) m.m., liksom ett stort antal avhandlingar i tidskrifter, i vilka han presenterade många viktiga upptäckter. Tillsammans med Pfeufer utgav han "Zeitschrift für rationelle Medicin" (1841-71), som hade stort inflytande på vetenskapens utveckling. Vidare refererade Henle årligen (1844-71) den nyutkomna anatomiska litteraturen, dels i Canstatts "Jahresbericht" (1844-55), dels i de av honom tillsammans med Meissner såsom bihang till "Zeitschrift für rationelle Medicin" utgivna Berichte der Fortschritte in der Anatomie und Physiologie (1856-71).